# Lijst van nummer 1-hits in Italië in 1995
Deze hits stonden in 1995 op nummer 1 in de Hit Parade Italia, de bekendste hitlijst in Italië.
| Datum        | Artiest                         | Titel                  |
| ------------ | ------------------------------- | ---------------------- |
| 7 januari    | Radio DeeJay for Christmas      | Song for you           |
| 14 januari   | Indiana                         | All I need is love     |
| 21 januari   | Indiana                         | All I need is love     |
| 28 januari   | Indiana                         | All I need is love     |
| 4 februari   | Indiana                         | All I need is love     |
| 11 februari  | Ti.Pi.Cal                       | Round and around       |
| 18 februari  | 20 Fingers                      | Lick it                |
| 25 februari  | 20 Fingers                      | Lick it                |
| 4 maart      | Annie Lennox                    | No more "I love you's" |
| 11 maart     | Elton John                      | Believe                |
| 18 maart     | Elton John                      | Believe                |
| 25 maart     | Billie Ray Martin               | Your loving arms       |
| 1 april      | Corona                          | Baby baby              |
| 8 april      | Corona                          | Baby baby              |
| 15 april     | Corona                          | Baby baby              |
| 22 april     | Corona                          | Baby baby              |
| 29 april     | Corona                          | Baby baby              |
| 6 mei        | Everything but the Girl         | Missing                |
| 13 mei       | Everything but the Girl         | Missing                |
| 20 mei       | Everything but the Girl         | Missing                |
| 27 mei       | Everything but the Girl         | Missing                |
| 3 juni       | Everything but the Girl         | Missing                |
| 10 juni      | Everything but the Girl         | Missing                |
| 17 juni      | Michael Jackson & Janet Jackson | Scream                 |
| 24 juni      | Michael Jackson & Janet Jackson | Scream                 |
| 1 juli       | Ti.Pi.Cal                       | The colour inside      |
| 8 juli       | Ti.Pi.Cal                       | The colour inside      |
| 15 juli      | Ti.Pi.Cal                       | The colour inside      |
| 22 juli      | Ti.Pi.Cal                       | The colour inside      |
| 29 juli      | Ti.Pi.Cal                       | The colour inside      |
| 5 augustus   | Ti.Pi.Cal                       | The colour inside      |
| 12 augustus  | Ti.Pi.Cal                       | The colour inside      |
| 19 augustus  | Ti.Pi.Cal                       | The colour inside      |
| 26 augustus  | Ti.Pi.Cal                       | The colour inside      |
| 2 september  | Ti.Pi.Cal                       | The colour inside      |
| 9 september  | De'Lacy                         | Hideaway               |
| 16 september | De'Lacy                         | Hideaway               |
| 23 september | De'Lacy                         | Hideaway               |
| 30 september | De'Lacy                         | Hideaway               |
| 7 oktober    | Alexia & Double You             | Me and you             |
| 14 oktober   | De'Lacy                         | Hideaway               |
| 21 oktober   | Alexia & Double You             | Me and you             |
| 28 oktober   | Alexia & Double You             | Me and you             |
| 4 november   | Shaggy                          | Boombastic             |
| 11 november  | Shaggy                          | Boombastic             |
| 18 november  | Shaggy                          | Boombastic             |
| 25 november  | Shaggy                          | Boombastic             |
| 2 december   | Shaggy                          | Boombastic             |
| 9 december   | Coolio & LV                     | Gangsta's paradise     |
| 16 december  | Shaggy                          | Boombastic             |
| 23 december  | Coolio & LV                     | Gangsta's paradise     |
| 30 december  | Coolio & LV                     | Gangsta's paradise     |